# Havířov (nádraží)
Havířov je železniční stanice ležící na trati z Ostravy do Českého Těšína. Z této stanice odbočuje trať společnosti PKP Cargo International ve směru do Prostřední Suché k bývalému dolu Dukla a dále.

## Historie
První železniční stanice na území dnešního města Havířov vznikla v Šumbarku v roce 1910 na železniční trase zajišťující dopravu uhlí z kamenouhelných dolů. Po založení Havířova v roce 1955 vznikla potřeba nového nádraží, které bylo postaveno v letech 1964 až 1969 v současné poloze. V rámci rozšiřování a přestavby železniční sítě na Ostravsku byly současně postaveny také nová nádraží v Ostravě-Vítkovicích (1967), ostravské hlavní nádraží (1974) a železniční nádraží v Karviné.
Nová havířovská nádražní budova v tzv. bruselském stylu byla postavena podle návrhu architekta Josefa Hrejsemnou. Podoba nádražní budovy byla vybrána v soutěži v roce 1959. Na návrhu se podílel také sochař Václav Uruba, který byl autorem plastiky Směrník v brutalistním stylu před vstupem do haly. Špatně udržovaná plastika byla v roce 2014 přenesena do depozitáře. Následně byla plastika rekonstruována a v roce 2015 umístěna na prostranství před Městskou nemocnici Ostrava. Západní stěnu vstupní haly pokrývá barevná skleněná mozaika o ploše 65 m² sklářského výtvarníka a malíře Vladimíra Kopeckého.
Na počátku 21. století se objevily snahy vedení města a Českých drah nádražní budovu v bruselském stylu zbourat. Důvodem byla předimenzovanost celé stavby. V roce 2019 bylo ale rozhodnuto, že hala zde zůstane, SŽDC vypsala soutěž na její rekonstrukci s odhadovanou cenou 116 milionů korun. Po rekonstrukci bude hala sloužit nejen cestujícím, ale také jako horolezecká stěna či squashové kurty. Má dojít k opravě střechy, zázemí pro zaměstnance, cestující a dojde k rekonstrukci okolí nádraží. V září 2023 by měla začít i tříletá rekonstrukce samotné stanice, která má zahrnovat prodloužení podchodu do městské části Šumbark, opravy nástupišť a postavení bezbariérového přístupu. Celkové náklady na rekonstrukci činí 3,4 miliardy korun.

## Současný provoz osobní dopravy
Vlaky ČD jsou integrovány v systému ODIS jako linky S9 a R61 a to jako tarifní zona 40. Město má ještě 2 zástávky – Havířov střed a Havířov-Suchá. V minulosti byla ještě i čtvrtá (nynější Horní Suchá).
Zastavují zde i vlaky RJ dopravce RegioJet na trase Praha – Ostrava – Havířov – Třinec – Žilina – (Košice). Od prosince 2011 jezdí vlaky v pravidelném dvouhodinovém intervalu (ve špičce také častěji), a to i do dalších stanic Ostravska (Český Těšín, Třinec, Návsí); jeden pár spojů začal zajíždět až do Žiliny. Od 11. října 2014 jezdil jeden spoj RegioJetu přes slovenské obce Štrba a Poprad do východoslovenských Košic. Od 14. června 2015 navíc přidal RegioJet dva noční spoje. Od 13. prosince 2015 nově jezdil jeden spoj RegioJetu do Zvolena. Tento spoj byl však od 28. února 2016 prodloužen z Vrútek do Košic a tím vzniklo spojení Košic s Prahou třikrát denně.[zdroj?]

## Služby ve stanici
V železniční stanici jsou k dispozici pokladny společností České dráhy a RegioJet.

## Fotogalerie

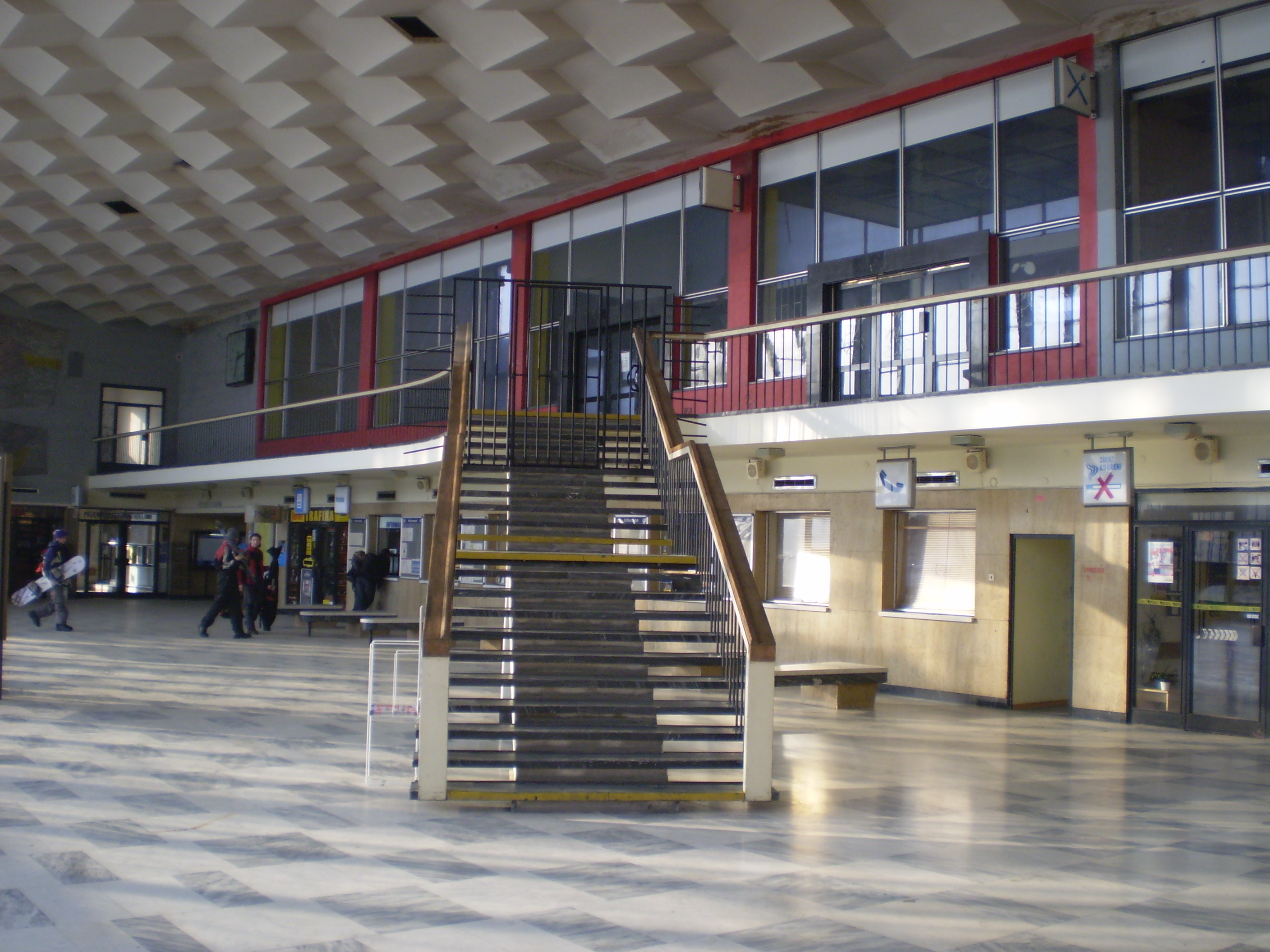
Interiér nádražní haly v roce 2009
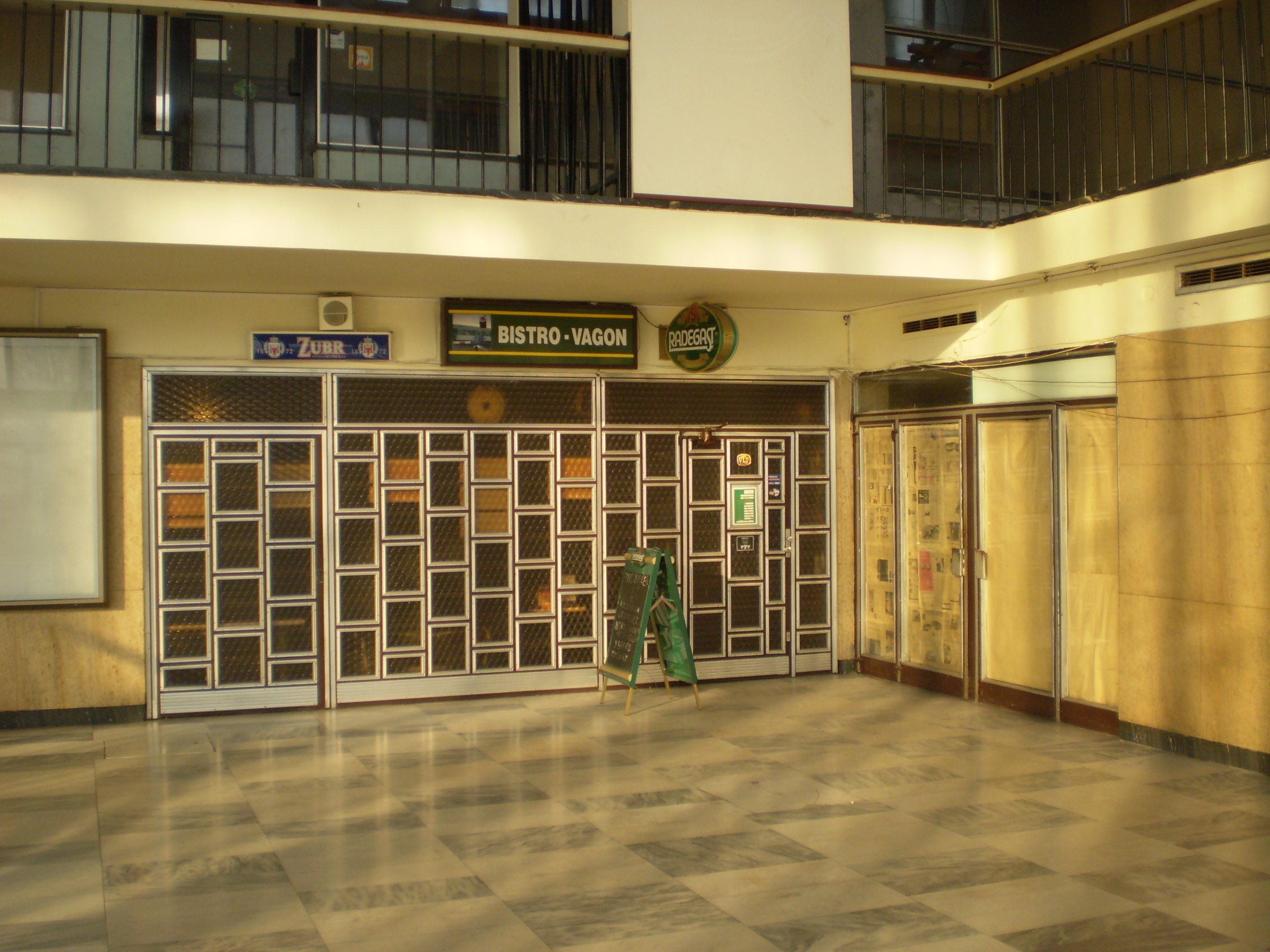
Hospoda Vagon ve staré nádražní hale
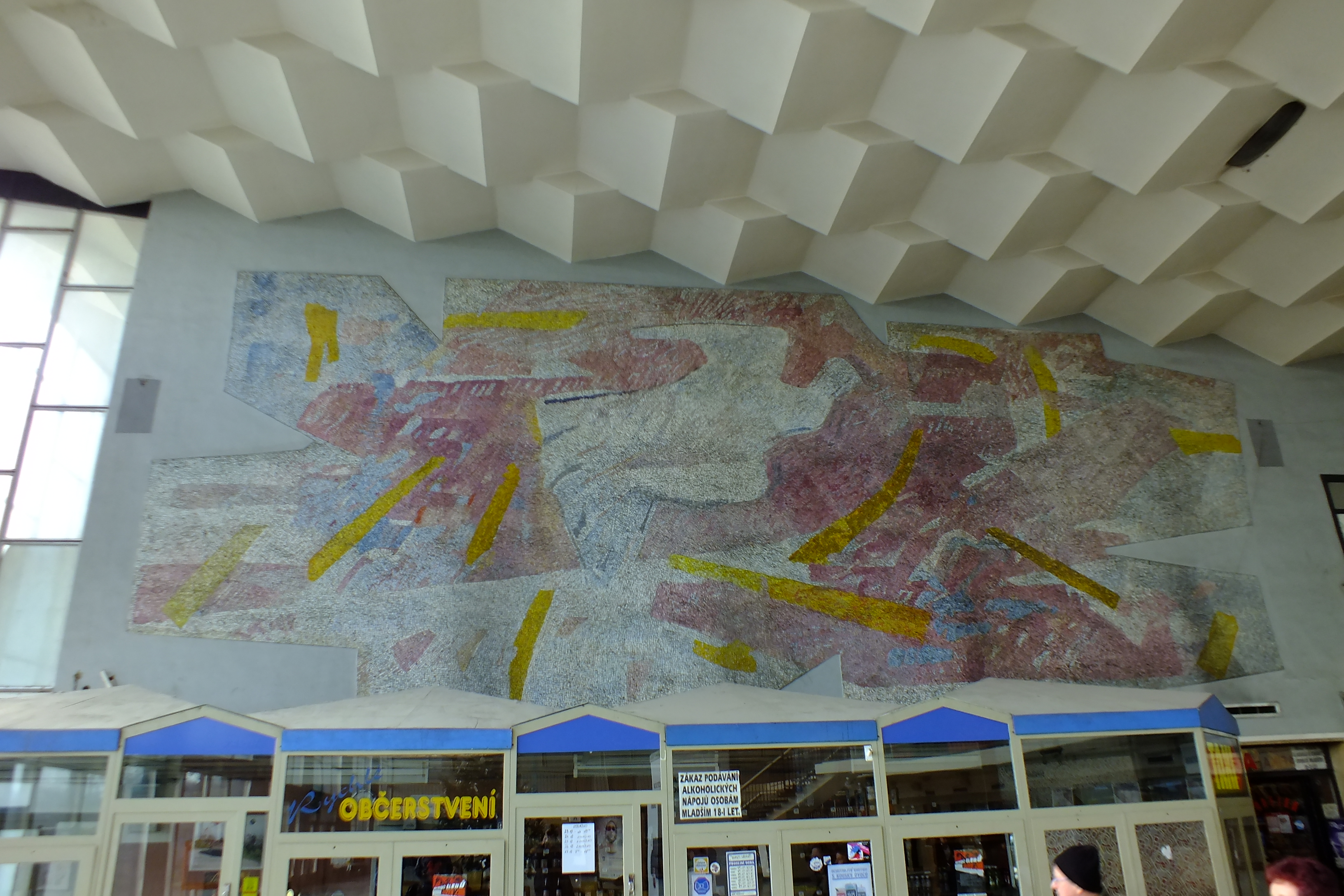
Mozaika sklářského výtvarníka a malíře Vladimíra Kopeckého ve staré nádražní hale
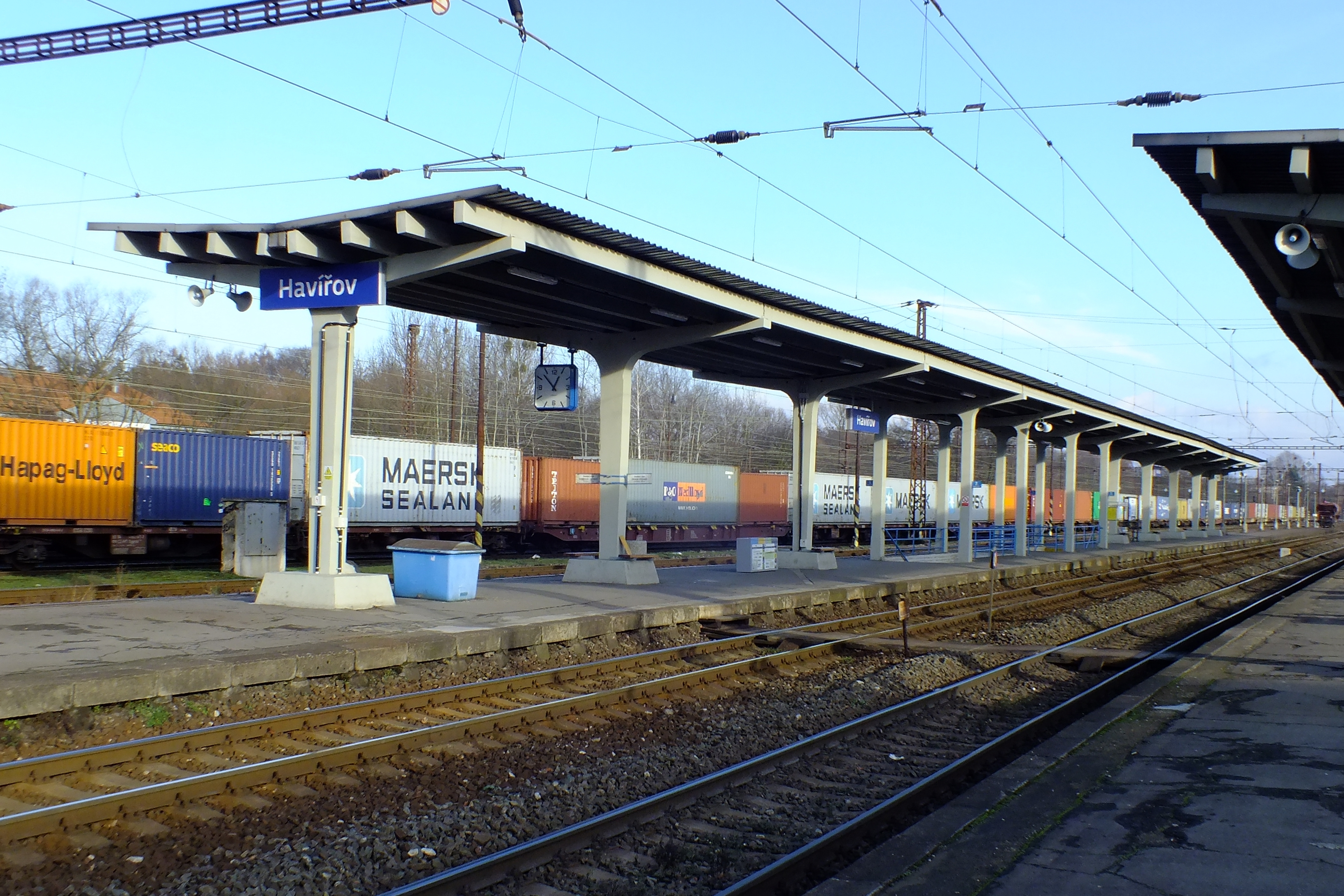
Nástupiště po částečné rekonstrukci
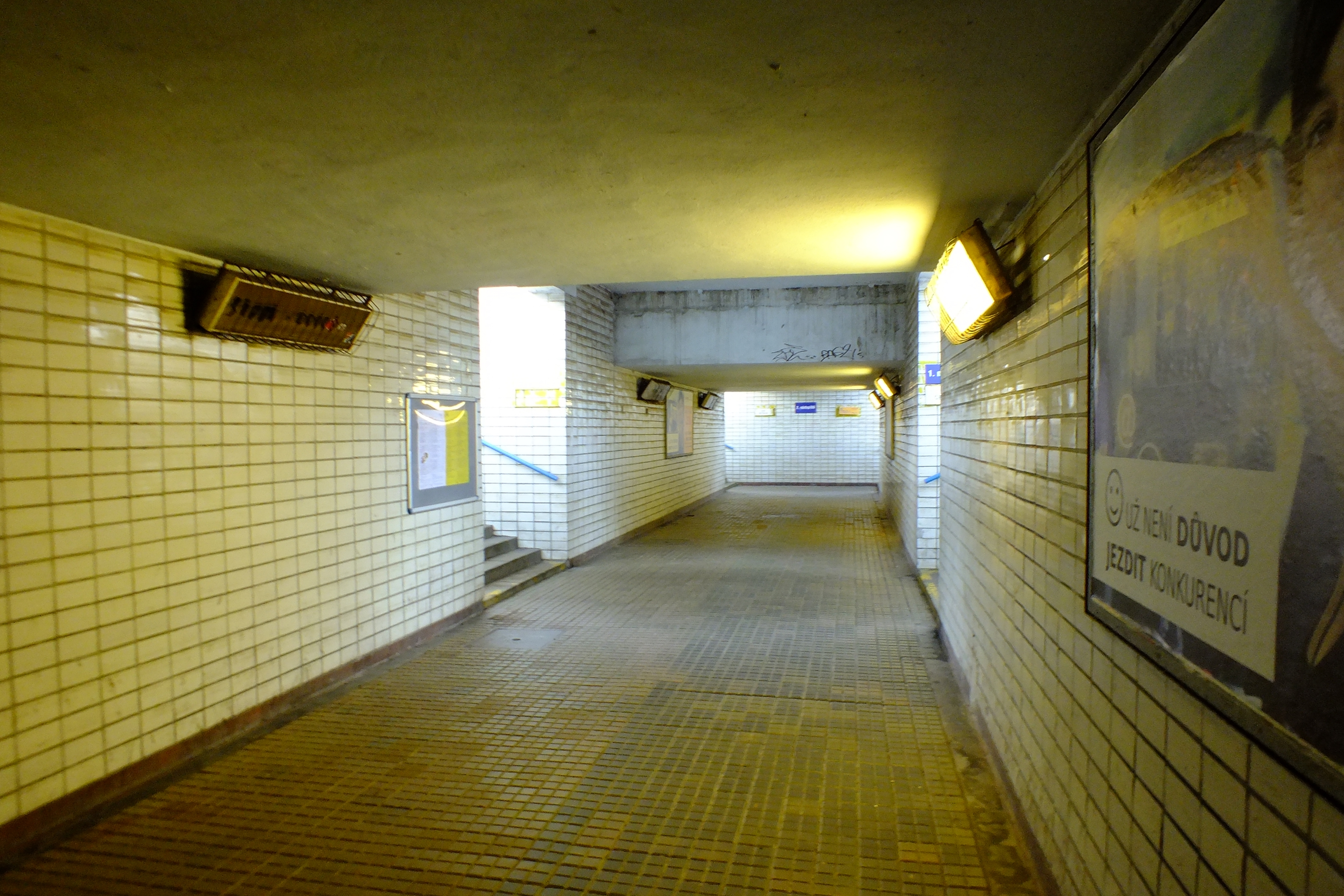
Podchod na nástupiště v roce 2015
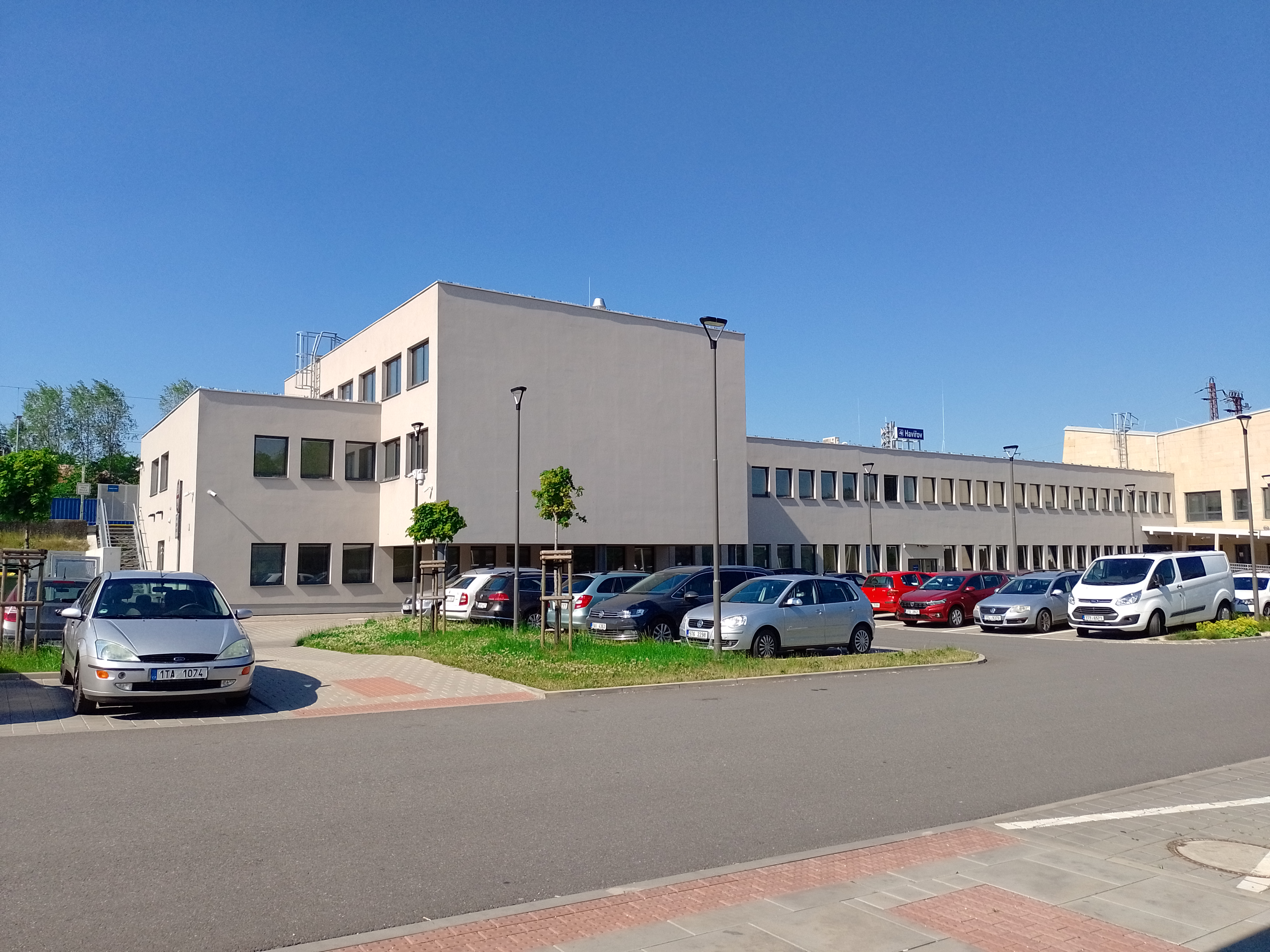
Nová odbavovací hala
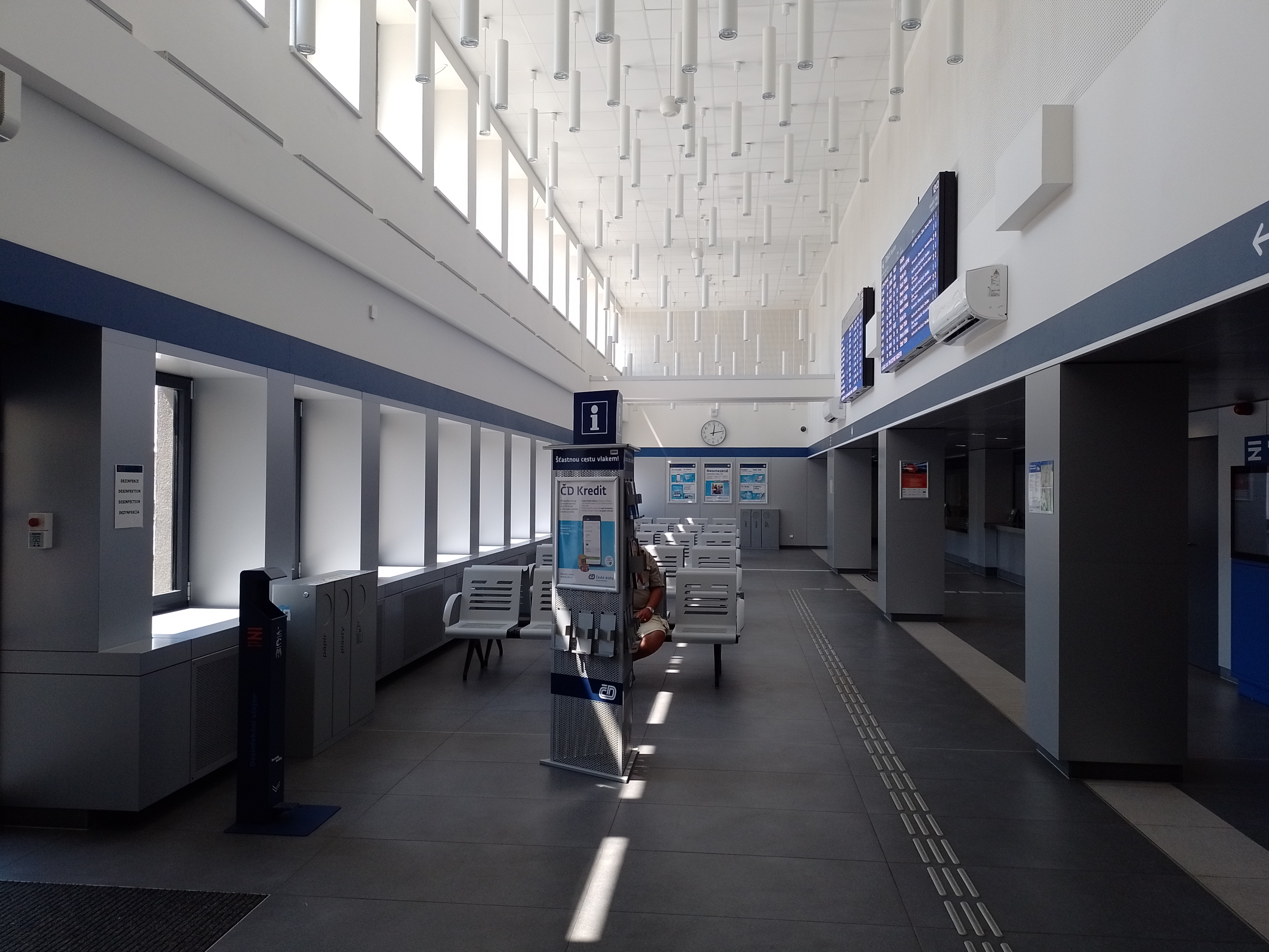
Interiér nové odbavovací haly
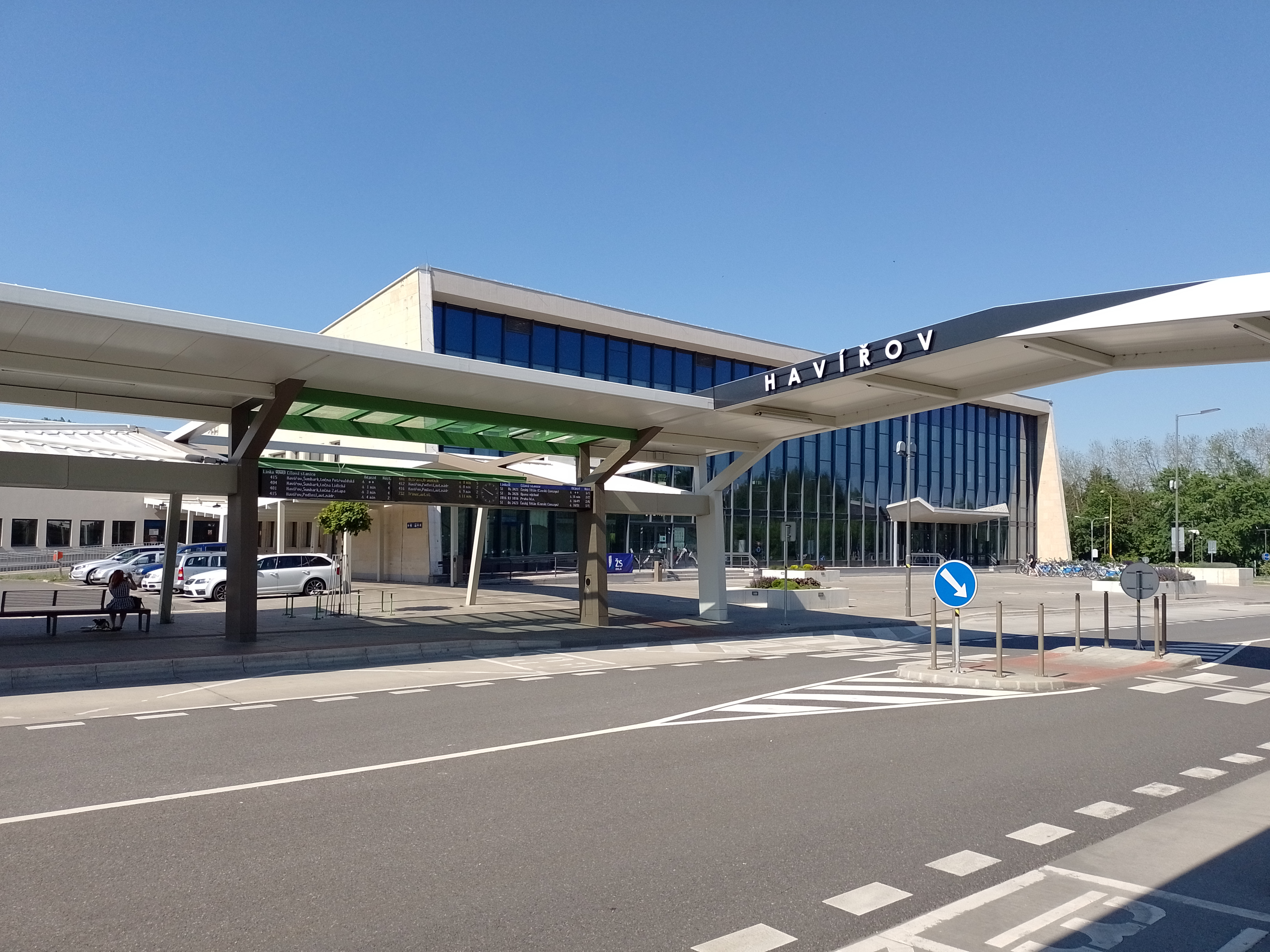
Přestupní terminál u nádraží